# Fontaine-les-Bassets

Fontaine-les-Bassets este o comună în departamentul Orne, Franța. În 1 ianuarie 2022 avea o populație de 115 de locuitori.